# Cabézon oranvert
Capito aurovirens
Espèce
Statut de conservation UICN

 LC  : Préoccupation mineure
Le Cabézon oranvert (Capito aurovirens) est une espèce d'oiseau appartenant à la famille des Capitonidae, dont l'aire de répartition s'étend de la Colombie, à l'Équateur, au Pérou et au Brésil.